# Paul Malisch
Waldemar Kurt „Paul” Malisch (ur. 15 czerwca 1881 roku w Landsberg an der Warthe, zm. 9 kwietnia 1970 w Berlinie) – niemiecki pływak specjalizujący się w stylu klasycznym, brązowy medalista igrzysk olimpijskich (1912).
Na igrzyskach w Sztokholmie w 1912 roku na dystansie 200 m stylem klasycznym zdobył brązowy medal, uzyskując czas 3:08,0. W konkurencji 400 m żabką z czasem 6:37,0 uplasował się na czwartym miejscu.